# Коконопряд сосновый
Сосновый шелкопряд, сосновый коконопряд (лат. Dendrolimus pini) — бабочка из семейства коконопрядов, гусеница которой питается сосной (в редких случаях другими хвойными породами).

## Внешний вид

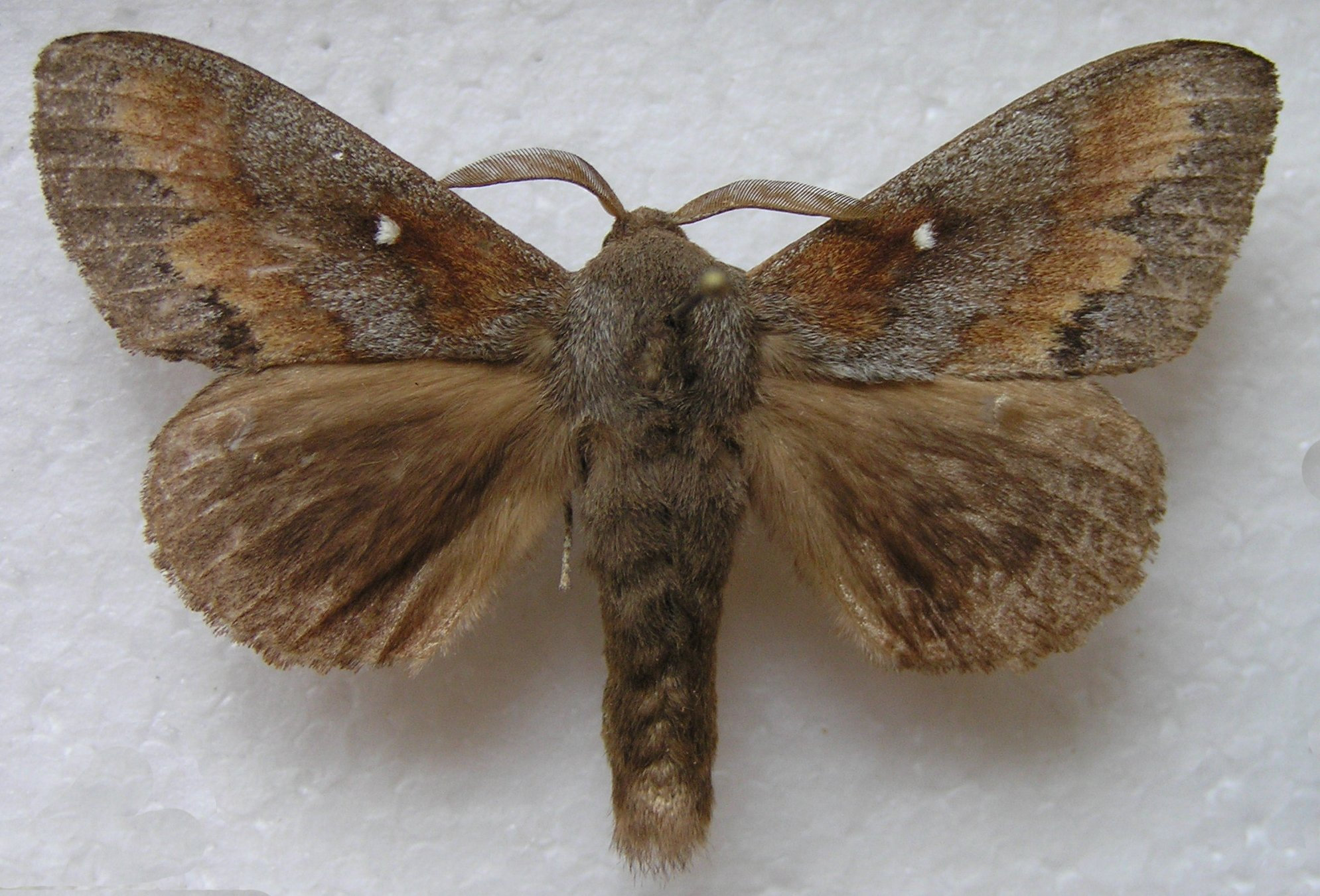
Бабочка

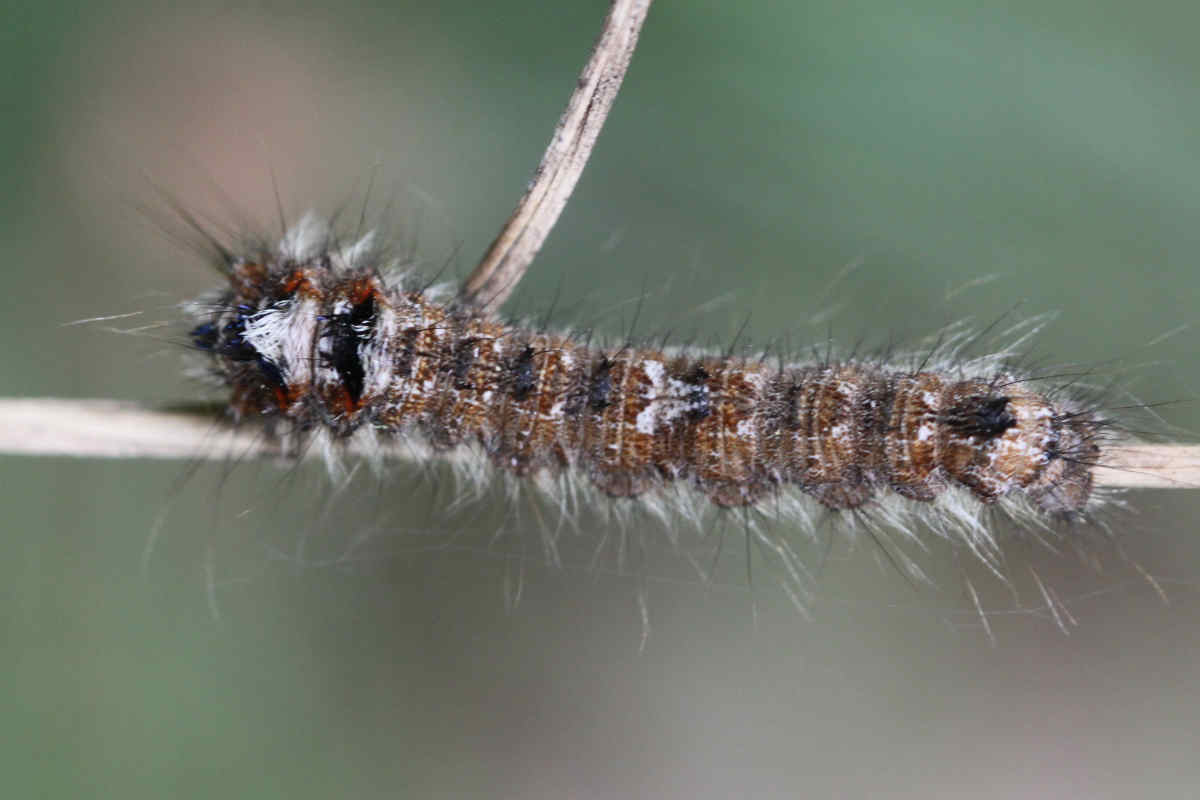
Гусеница

Передние крылья — серовато-коричневые с широкой серой поперечной полосой и 3 черноватыми зубчатыми линиями; посередине крыла находится маленькое белое пятнышко; задние крылья одноцветно-бурые; вообще, окраска очень изменчивая и походит в общем на цвет сосновой коры.
Самка имеет размах крыльев до 85 мм, самец — не более 60 мм; он отличается от самки, кроме того, более толстыми гребенчатыми усиками и более тонким туловищем.
Гусеницы в длину от 60 до 80 мм, серого цвета, с красноватыми волосками и двумя темно-синими вырезами на 2-м и 3-м грудных кольцах; на брюшных кольцах находится по 1 или по 2 тёмных пятна с более светлой серединой. Окраска гусеницы, так же как и бабочки, довольно сильно варьирует и, кроме того, меняется с возрастом гусеницы. Гусеница превращается в тёмно-бурую куколку, лежащую в продолговатом серого цвета коконе.

## Распространение
Бабочка живёт почти во всей Европе и Сибири в сосновых лесах, на восток до Байкала.

## Жизненный цикл
Молодые гусеницы, вышедшие из яичек в конце июля, едят хвою сосен, осенью сползают с деревьев и проводят зиму около стволов под мхом, ранней весной пробуждаются и продолжают питаться до начала июня, когда превращаются в куколку.
Бабочки летают во второй половине июля.

## Борьба
Естественные враги соснового шелкопряда — кукушка и наездник Microgaster nemorum; кроме того, он подвержен грибковым заболеваниям.